# Gabriel Rocha
Gabriel Rocha – meksykański bokser, złoty medalista Igrzysk Ameryki Środkowej i Karaibów z roku 1935. W finale Igrzysk Ameryki Środkowej i Karaibów 1935 pokonał Panamczyka Edurado Señalesa.